# Никола Бочев
Никола Димов Бочев е български офицер (генерал-майор).

## Биография
Никола Бочев е роден на 25 декември 1858 г. в Карлово. През 1878 г. постъпва в командата на волноопределяющите се. През 1879 г. завършва в първия випуск на Софийското военно училище с чин подпоручик. Зачислен е в учебния румелийски батальон на Източнорумелийската милиция. След това Бочев служи в 8-а пехотна ямболска дружина и щаба на Източнорумелийската милиция. На 9 юли 1881 е произведен в чин поручик, а на 8 март 1884 в чин капитан. От 7 до 9 септември 1885 г. временно командва 1-ва запасна рота в Пловдив. На 9 септември 1885 г. е назначен за командир на Първа хасковска дружина от Търново-Сейменския отряд.

### Сръбско-българска война (1885)
През Сръбско-българската война (1885) дружината която командва, в началото на войната остава на турската граница, а след това участва в овладяването на Пиротско сражение в състава на Пловдивския пехотен полк.
След войната, от 1886 г. командва 6-и пехотен полк, след което 2-ра пехотна бригада, а по-късно и 5-а пехотна бригада. На 1 април 1887 г. е произведен в чин майор, на 2 август 1891 е произведен в чин подполковник, а на 5 август 1895 в чин полковник. През 1900 г. командва 6-а пехотна дивизия, а на 15 ноември същата година е произведен в чин генерал-майор. През 1901 г. е командир на 1-ва пехотна софийска дивизия, след което през 1906 г. излиза в запас.

## Военни звания
- Прапоршчик (10 май 1879)
- Подпоручик (1 ноември 1879, преименуван)
- Поручик (9 юли 1881)
- Капитан (8 март 1884)
- Майор (1 април 1887)
- Подполковник (2 август 1891)
- Полковник (2 август 1895)
- Генерал-майор (15 ноември 1900)

## Награди
- Орден „Св. Александър“ II, III, IV и V степен без мечове
- Орден „За военна заслуга“ V степен на военна лента